# Hetalia: Tengelyhatalmak
A Hetalia: Tengelyhatalmak (ヘタリア Axis Powers; Hepburn: Hetalia: Axis Powers, ’Hetaria Akusiszu Pavázu’) internetes képregény, amiből később Himaruja Hidekazu készített manga és anime adaptációt. A mű allegorikusan jelenít meg számtalan történelmi és politikai eseményt, főleg a második világháború időszakából. Minden egyes országot egy-egy ember személyesít meg. A sorozat címéül szolgáló Hetalia (ヘタリア) szó a hetare (ヘタレ, ’mihaszna’) és Italia (イタリア) szavakból tevődik össze.
Himaruja eredetileg, mint internetes képregényt rajzolta a Hetaliát. Eddig három tankóbon jelent meg a Gentosha Comics gondozásában: az első 2008. március 28-án, a második 2008. december 10-én és a harmadik 2010. május 20-án. A sorozatot később adoptálták egy dráma CD-re és két ONA, valamint egy anime is készült belőle, amelyet a Studio Deen készített el. 2010. január 8-án a nemzetközi terjesztés jogát a Funimation Entertainment kapta meg. Magyarországi kiadója a Fumax.
A mű története az első- és második világháborút és az a közötti eseményeket mutatja be, gyakran szatíra és komédia segítségével. A nemzetek közötti politikai és katonai eseményeket általában allegorikusan a karakterek szociális érintkezése, illetve romantikus kapcsolata szemlélteti. Mivel a szereplők között igen kevés nő kapott helyet, a szerelmi jelenetek a sónen-ai felé közelítik a Hetalia műfaját.

## Szereplők

Magyarország a fiatal Olaszországgal

Eddig 40-nél is több országot személyesítettek meg a Hetaliában emberként. Őket az országuk nevén említik meg. Az országokon kívül egyéb helyek is megjelentek szereplőként, mint az ősi birodalmak (például a Római Birodalom) és mikronemzetek is, mint Sealand.

### Tengelyhatalmak
A tengelyhatalmi karakterek elsősorban Németország, Japán és Olaszország, akik a sorozat pozitív hősei, de a sorozatban megjelennek a történelmi tengely további tagjai is, mint például Magyarország.
- Olaszország (イタリア; Itaria?): Emberi nevén Feliciano (Veneziano) Vargas.  Az elsődleges főhős és a sorozat névadója, aki az általa Róma nagyapusnak hívott Római Birodalom unokája. A sorozat leggyengébbjeként tartják számon, aki gondatlan és gyáva katona, és sokszor Németországra hagyatkozik ügyei megoldásában. Művésziessége és a pizza, valamint a pasta (tészta) iránti szeretete utalások az olasz kultúrára. Igyekszik imádnivaló viselkedésével és csinos arcával minden nőt elvarázsolni, akivel csak találkozik. A sorozatban „szerethető vesztesként” ábrázolják.[4] Olaszország az ország északi felét testesíti meg, míg testvére, Romano a délit. Az ő keresztneve Lovino.[5][6] Az animeváltozatban mindkét szereplő japán szinkronszínésze Namikava Daiszuke. Angolul Veneziano hangja Todd Haberkorn,[7] Romanóé pedig Ian Sinclair. Fiatalkori változata Picitália (angolul Chibitalia), akinek a japán szinkronhangja Aki Kanada, az angol Brina Palencia.
- Németország (ドイツ; Doicu; Hepburn: Doitsu?):  Emberi nevén Ludwig. (Vezetékneve nem letisztázott.) A Hetaliában Németország egy szorgos, tevékeny, bürokratikus és komoly szereplő. A tengelyhatalmakon belül ő tölti be a vezető szerepet, és gondoskodik Olaszország és Japán kiképzéséről. A párkapcsolatok terén nagyon tapasztalatlan, ami miatt betű szerint követi az előírt dolgokat, attól való félelmében, hogy rosszul sülnek el a dolgok, ha másként cselekszik. A katonai élet iránti erős elkötelezettsége jó vezetővé tenné. Olaszország ügyeit gyakran ő intézi el, és jó kapcsolatot ápol vele, nem úgy mint bátyjával, Poroszországgal, aki szerinte túl sok viszályba keveredik. Egyszer megjegyzi, hogy a főnöke őrült, amely utalás Hitlerre. Az animében japán hangja Jaszumoto Hiroki, az angol Patrick Seitz.[7]
- Japán (日本; Nihon?): Japán, emberi nevén Kiku Honda egy udvarias és keményen dolgozó szereplő. Amikor először találkozik Olaszországgal, aki azt mondja neki, a hobbija az, hogy mérlegelje a helyzetet, és megválogassa a szavait.[8] Úgy tűnik nem tudja kezelni az olyan helyzeteket, amikor valaki túl közel kerül hozzá vagy megérinti, ekkor ugyanis kényelmetlenül érzi magát. A sorozatban úgy mutatják be, mint aki tapasztalatlan a nyugati világban, és hajlamos a kulturális sokkra. Bár kinézetre fiatal, saját elmondása szerint azonban már nagyon öreg, pontos korát sem ismeri.[9] Haj- és szemszíne fekete, ami nagyon gyakori a japánok között. Sokszor próbálja meg azoknak kultúráját adoptálni, akikkel találkozik. Az animeváltozatban japán hangja Hiroki Takahasi, angol hangja Christopher Bevins.[7]

### Szövetségesek
A szövetségesek karakterek főleg Amerikából, Angliából, Franciaországból, Kínából és Oroszországból állnak. Őket gyakran ábrázolják úgy, mint akik komikusan képtelenek egyezségre jutni a háborús megbeszéléseiken. Rajtuk kívül a második világháborús szövetségesek több más országa is megjelenik, mint például Kanada.
- Amerika (アメリカ; Amerika?): Amerika, emberi nevén Alfred F. Jones egy erős és önfejű fiatalember. A sorozatban talált gyerekként előbb a nagyhatalmak küzdenek meg érte, majd a harcból győztesen kikerülő Anglia nevelte fel, akire fogadott bátyjaként tekintett.[10] Kinézetében nagyon hasonlít a ikertestvéréhez, Kanadához, akit azonban sokan láthatatlanként kezelnek, és elfeledkeznek róla. A szövetségesek önjelölt vezetője, szereti magát hősként beállítani. Megoldási javaslatai a nemzetközi problémákra gyakran abszurdak, és hajlamos megfeledkezni a többiek javaslatairól. Bár retteg a természetfeletti dolgoktól,[11] egy szürke űrlénnyel, Tonyval osztja meg a lakását. Amerika gyakran látható, miközben hamburgert eszik vagy eszik miközben beszél, ám egészségtelen életmódja ellenére természetfeletti erővel rendelkezik, és még piciny korában puszta kézzel felemelt egy bölényt. Környezetével nem törődik nagyon, így kevés barátja van, ám igyekszik segíteni a többieknek. Fiatal korának köszönhetően energikus és igyekszik pozitívan gondolkozni. Szőkésbarna haja van, szeme színe kék, szemüveget visel, mely utalás Texasra és az amerikai légierő bőrdzsekijét hordja, mely hátulján egy 50-es látható, mely utalás az 50 államra. Japán hangja Konisi Kacujuki, angol hangja Eric Vale, aki Kanadának is hangját adja. Gyerekkori hangja japánul Ivamura Ai, angolul Luci Christian.[7]
- Anglia (イギリス; Igiriszu; Hepburn: Igirisu?): Anglia, emberi nevén szólítva Arthur Kirkland. A 4 testvér közül a vezető, akik az Egyesült Királyságot alkotják. Bátyja, Skócia szokszor piszkálta kiskorában. Sok évvel ezelőtt ő volt a Tengerek Királya mint kalóz, ám mára már visszavonult, s kalóz helyett már csak egy cinikus úriember. Általa készített főztjét csak Amerika tudja megenni, de Anglia nagyon szeret főzni. Büszke mágiájára, úgy gondolja, az ő mágiája a legerősebb az egész világon. Csak ő képes látni képzeletbeli barátait, mások nem láthatják őket. Utálja Franciaországot, és az Amerikai függetlenségi háború óta ellenzi Amerika minden ötletét, sőt, még maga a puszta létezését is ellenzi, ezzel megtagadva azt, hogy valaha fogadott testvérek voltak. Szőke haja, és zöld szeme van (nagy, bozontos szemöldökkel), gyakran zöld katonai egyenruhát visel (a második világháborúban). Japánul Szugijama Noriaki adja hangját, angolul pedig Scott Freeman.
- Franciaország (フランス; Furanszu; Hepburn: Furansu?):Franciaország, ha emberi nevét szeretnénk említeni, akkor Francis Bonnefoy, egy nem igazán bonyolult ember, az sincs tisztázva melyik nem iránt érdeklődik igazán, mivel nemtől és kortól függetlenül bárkit elhalmoz kedves, szerelmes szavakkal. Rettentően büszke a nyelvére, a szerelem nyelvének tartja. Szereti a művészeteket s a divatot, hajlamos a hisztire. Harcok terén igazán gyenge. Ősellensége Anglia, kivel már évszázadok óta nyilvánosan gyűlölik egymást, s ezt mindig a másik tudtára adják. Képesek összeveszni akár egy Konferencia közben is, a helyszín teljesen mindegy, a vita már-már néha verekedésbe torkollik. Franciaország kezében sokszor megtalálható egy szál piros rózsa, vagy egy pohár bor, ez a két dolog mindig látható nála. Rengeteg madarat tart, de mindegyiknek a neve Pierre, akiket, bár kevésszer látunk a széria során, néha mégis felttűnnek. Egy ideig Kanada fogadott bátyja volt, de egy háború folytán Anglia győzedelmeskedett, így attól fogva ő nevelte a két testvérpárt, Amerikát és Kanadát. Franciaország abban a hitben él, hogy ő mindenkinek a "Bátyója" mert ő az egyik legöregebb ország.
- Oroszország (ロシア; Rosia; Hepburn: Roshia?): Oroszország vagy Ivan Braginski, egy különcködő, a többi szövetségestől kissé elhidegült szereplő. Folyton vodkát vedel és terrorizál mindenkit a környezetzében, ám bár első látásra édes karakternek tűnik. Ő nem tud róla, hogy a többiek félnek tőle, így azt hiszi mindenkivel jó barátok. Két lánytestvére van, Ukrajna és Fehéroroszország. Ukrajna a nővére, aki egy igazi bőgőmasina, de nagyon szereti Oroszországot. Ő adta neki azt a sálat, amit Oroszország mindig hord. Húga, Fehéroroszország, Ukrajna szöges ellentéte. Már-már beteges szeretete Oroszország iránt romantikus vonzalomnak mondható. Bátyját folyton házassággal zaklatja és nem tűr senkit sem, aki a testvére közelébe megy. Oroszország kiskorában elég gyenge és magányos volt, ezért igyekszik minél erősebb lenni. Rendszeresen rettegésben tartja a Balti-triót, (Litvánia, Lettország és Észtország) akiket arra kényszerített, hogy csatlakozzanak hozzá a Szovjetúnióba, így azóta vele kell élniük, mint a szolgái. Lengyelország és Amerika az egyetlen, aki nem fél tőle. Utóbbival riválisok.
- Kína (中国; Csúgoku; Hepburn: Chūgoku?): Kína, emberi nevén Yao Wang. Folyton felhozza, hogy mennyire öreg már és mindig egy Pandával járkál a hátán. Mindenhol vannak üzletei és nagyon büszke a kultúrájára. Ő találta meg a kis Japánt, akire öccseként tekintett. Jellegzetes szava az "Aru" ami minden mondata végén szerepel. Hosszú haja van, melyet lófarokba köt és egy kínai katonai egyenruhát visel, valamint a harcművészetek nagymestere.

## Magyarul
- Hetalia. Tengelyhatalmak, 1-3.; ford. Nikolényi Gergely; Goodinvest, Bp., 2010–2011